# Prémontré
Prémontré är en kommun i departementet Aisne i regionen Hauts-de-France i norra Frankrike. Kommunen ligger  i kantonen Anizy-le-Château som ligger i arrondissementet Laon. År 2022 hade Prémontré 596 invånare.

## Befolkningsutveckling
Antalet invånare i kommunen Prémontré
Referens: INSEE